# Liste d'abbayes bénédictines en Espagne
Cet article liste les abbayes bénédictines d'Espagne (territoire actuel) actives ou ayant existé. Il s'agit des abbayes de religieux (moines, moniales) suivant la règle de saint Benoît, à l'exclusion des Cisterciens.
Les abbayes bénédictines en activité sont signalées en caractères gras.

## A
- Abbaye d'Alba de Tormes, moniales
- Abbaye d'Algezares, moniales
- Abbaye d'Alzura, moniales
- Abbaye d'Antealtares [1].
- Abbaye d'Arlanda de Duero, moniales
- Abbaye Saint-Pierre d'Arlanza, diocèse d'Oca
- Abbaye San Vicente d'Avila (Vieille-Castille)

## B
- Abbaye de Barcelone, moniales
- Abbaye de Burgos, moniales

## C
- Abbaye Saint-Pierre de Cardeña, diocèse de Burgos
- Abbaye Saint-Sauveur de Celanova, diocèse d'Orense
- Abbaye San-Millan de la Cogolla (Rioja)
- Abbaye Saint-Jean de Corias, diocèse d'Oviedo
- Abbaye de Cuenca, moniales
- Abbaye de Cuntis, moniales

## E
- Abbaye d'El Tiemblo, moniales
- Abbaye d'Estella, moniales

## F
- Abbaye de Fora

## G
- Abbaye de Girone, moniales

## I
- Monastère Santa María la Real d’Irache, diocèse de Pampelune

## J
- Abbaye de Jaca, moniales

## L
- Abbaye de Lazkao, moines
- Abbaye de León, moniales
- Monastère Saint-Sauveur de Leyre, moines, diocèse de Pampelune (?-1269) [2].

## M
- Abbaye de l'Incarnation de Madrid, moniales
- Abbaye de la Nativité de Madrid, moniales
- Abbaye de Manacor, moniales
- Abbaye Saint-Benoît de Montserrat, moniales
- Abbaye de Montserrat, moines (Monistrol-de-Montserrat, Catalogne) [3].

## N
- Abbaye Notre-Dame-la-Royale de Najera, diocèse de Calahorra (1052-?)

## O
- Abbaye Saint-Sauveur d'Oña, diocèse de Burgos, abbaye double, puis moines
- Abbaye d'Oñati, moniales
- Abbaye d'Oviedo, moniales

## P
- Abbaye de Palacios de Benaver, moniales
- Monastère San Juan de la Peña
- Abbaye de San-Pedro de las Puellas, moniales

## R
- Monastère de Ripoll (Catalogne)
- Monastère de Sant Pere de Rodes (Catalogne)

## S
- Abbaye Saint-Facond-et-Saint-Benoît de Sahagun, moniales, diocèse de Léon
- Abbaye Saint-Julien de Samos, moines, diocèse de Lugo (Galice)
- Abbaye Saint-Martin Pinario de Santiago-de-Compostelle, moniales
- Abbaye de Saragosse, moniales
- Abbaye Santa Cruz de la Seros(ou de las Sorores) (Aragon)
- Abbaye Saint-Sébastien de Silos, diocèse de Burgos[4].

## T
- Abbaye de Transmañó, moniales

## V
- Abbaye Saint-Benoît-le-Royal de Valladolid
- Abbaye de Valle de los Caídos, moines
- Abbaye de Valvanera, moines

## Z
- Abbaye de Zamora, moniales